# Löderups församling
Löderups församling är en församling i Ljunits, Herrestads, Färs och Österlens kontrakt i Lunds stift. Församlingen ligger i Ystads kommun i Skåne län och utgör ett eget pastorat.

## Administrativ historik
Församlingen har medeltida ursprung. 
Församlingen var till 2002 moderförsamling i pastoratet Löderup och Hörup, som från 1962 även omfattade Valleberga församling och från 1972 Glemminge och Ingelstorps församlingar. Församlingen införlivade 2002 Hörups, Valleberga, Glemminge och Ingelstorps församlingar och utgör sedan dess ett eget pastorat.

## Kyrkor
- Glemminge nya kyrka
- Hörups kyrka
- Ingelstorps kyrka
- Löderups kyrka
- Valleberga kyrka